# 大象島海戰
大象島海戰是第二次泰法戰爭中兩國海軍的一次戰鬥，發生在1941年1月17日，其結果為法國海軍全勝。	 
由于法國在第二次世界大戰初期敗於希特勒德國，巴黎淪陷，維琪政府在南法國組成並沿襲法國的各海外殖民地。而法屬印度支那政府試圖維持已獲得的領土，但是其西部的鄰國泰國則對這些領土虎視眈眈。
歷史上，法國曾經在1867年至1906年多次利用軍事壓力，迫使泰王拉瑪五世簽署和約割讓大片領土，當法國被希特勒德國擊敗的消息傳來使得泰國軍事當局認為奪回這些領土的大好機會到來。
自1940年底，泰國不斷對兵力和坦克部隊處於劣勢的法國殖民地部隊發動地面攻勢及空襲，法國殖民地政府決定發動反擊，組織進攻企圖迫使泰軍後撤。

## 當時的泰國海軍
皇家泰國海軍並非弱旅，新近才從意大利和日本購入新型艦隻。主要戰鬥力包括兩艘裝備八英吋艦炮的二千五百噸排水量海岸護衛艦、兩艘英製裝備六英吋艦炮的炮艇、十二艘魚雷艦，四艘潛水艇。另外皇家泰國空軍擁有
三菱KI-30型輕轟炸機，並在戰爭中多次運用，有能力對法國海軍造成嚴重殺傷。泰國空軍還有P-36霍克戰鬥機、70架CV O2U2雙翼飛機、六架馬丁B-10轟炸機和幾架AVRO-504訓練機。

## 法國海軍的攻擊計劃
由于陸上被泰國軍猛攻吃緊，法國海軍總指揮官讓·德句（法語：Jean Deceaux）海軍元帥命令艦隊將主動出擊。1940年12月9日特別艦隊在金蘭灣組成，指揮官為雷吉斯·貝菱格（Régis Bérenger）。
艦隊旗艦是輕巡洋艦拉蒙皮蓋特號、砲艦杜蒙德維爾號和夏納元帥號，舊式护航砲舰塔湖號及馬恩號。由于抽調不出適用的飛機，艦隊沒有空中掩護，僅有八架羅爾（Loire）-130水上飛機執行偵察任務。另外三艘海岸測量船和一些漁民執行輔助偵察任務。
貝菱格的特別艦隊在金蘭灣進行戰術航行訓練一直到1月13日早晨，接到德句海軍元帥的命令出擊以配合較晚時將進行的陸上反攻，貝菱格命令比較慢的砲艦塔湖號及馬恩號先行，他留在西貢市完成戰鬥計劃的制訂。
巴黎的海軍部來電預祝任務圓滿完成，貝菱格在召集最後的戰鬥會議之後也乘拉蒙皮蓋特號出發並於15日夜同先前出動的戰艦於P-C胛以北20海浬水域匯合。
德句元帥的命令很簡單，即：攻擊一切錫羅艦隊及海岸城市，從西柬埔寨前線至羅勇府，迫使泰國政府撤軍。法國艦隊于21:15分起錨，以14節船速靠近泰國海岸。這是艦隊中老式砲艇的最高速度。
到此時艦隊並未被泰國發現，羅爾130水上飛機從Ream出發再度掃描桐艾至莎打厝（Sattahip）海岸，她向海軍中心報告發現一艘砲艇、四艘魚雷艦、該中心很快將情報轉達給貝菱格。他權衡了泰國海軍的戰力決定攻擊大象島。
因為他的艦隊中慢船頂多第二天傍晚才能到達莎打厝，無法造成出其不意。而且大象島的泰國艦只力量較弱，先行攻擊比較可能把他們吃掉。
貝菱格的計劃是，艦隊從東南方接近大象島，由于其錨地地形為一些島嶼所環繞，這些島上有一些高達200米的山，他將艦隊分為三股，利用這些島嶼掩護，接近泰國艦隊並開炮。堵住泰艦各個可能的出逃途徑。
他根據偵察情報估計東面是最有可能出逃的方向，而且一艘大型海岸護衛艦停泊於此，他決定率領拉蒙皮蓋特號由東面發起攻擊。而其他戰艦則擔負起堵截出逃泰艦的任務。

## 攻擊開始
1月17日晨5:30分，法艦隊靠近泰艦錨地。5:45分，艦隊按照計劃分做三股全速前進。拉蒙皮蓋特號向東口，砲艦杜蒙德維爾號和夏納元帥號徑取中路，塔湖號及馬恩號則向西路前進。此時天氣晴朗、海上風平浪靜，完好的
作戰時機。一架偵察機飛到泰艦上空，6:05分羅爾-130報告發現兩艘魚雷艇、原因是當晚御衛春武里號到達，準備頂替御衛尖竹汶號，好讓其次日返回莎打西維修。
水上飛機在向旗艦報告之後試圖先行用炸彈進行轟炸，但遭到猛烈防空砲火還擊而作罷。法艦隊現在清楚地知道敵方的力量加強了，但是喪失了作戰的出其不意因素。
泰國艦艇紛紛起錨和昇火準備開戰。拉蒙皮蓋特號一經接近，即開火擊沉兩艘魚雷艦。
6:38分，拉蒙皮蓋特號上層瞭望兵報告發現海岸護衛艦御衛吞武里號於前方一萬公尺正向西北開進，兩艦隨即互相開火，泰艦上砲火非常猛烈，但不夠準確。而且砲彈不時被島嶼所阻隔。7:15分即發現泰艦上燃起大火。
此時她的艦長維拉潘已經陣亡，她不僅和拉蒙皮蓋特號交火，而且法國砲艦杜蒙德維爾號和夏納元帥號亦前來增援，泰艦處於及其不利境地。
吞武里號相信如果先打較小的夏納元帥號容易造成殺傷，她集中八英吋火炮齊射夏號，很快她的週圍激起一道道水柱，但沒有直接命中。拉蒙皮蓋特號的一炮擊中她的尾砲塔，他不得不一邊以前跑還擊一邊向淺水處撤退。法艦不敢過度靠近，因為害怕擱淺，此時吞武里號上火勢已經失去控制。而且艦艇碰上了沙灘，向右舷嚴重傾斜，前砲雖然依然完好但是由于船舷傾斜了只能向天發射。
7:50分，拉蒙皮蓋特號在15000米距離向吞武里發射魚雷，但沒有命中。在餘下近一個小時法艦打掃戰場，8:40分貝菱格命令撤退，此時泰國空軍的飛機來到，對拉蒙皮蓋特號投下多枚炸彈，僅一枚直接命中但沒有爆炸。旗艦以猛烈防空砲火還擊，以後的數次攻擊沒有奏效。最後一波空襲於9:40分結束，此後法艦隊一路無阻回到西貢慶祝勝利。
桐艾府的海面留下一片狼藉，御衛吞武里號受到重創，擱淺在尖竹汶河淺灘上。後來她被打撈並送日本維修，經歷了戰爭的洗禮直到退役。泰國運輸船御衛大象號在法艦隊離開不久即到達，迅速將她拖出淺水避免了沉沒。但是御衛春武里號和御衛宋卡號魚雷艦則在戰鬥開始時已經中炮沉沒。御衛羅勇號將幸存的海員救起。三艘泰艦原也下錨在附近海域，但選擇隱蔽不參加戰鬥而得以幸存。
王家泰國海軍的精銳在三個多小時海戰中被消滅殆盡。僅潛水艇部隊沒有受到損失。
泰國海員在戰鬥中表現出勇敢精神也值得稱謂。法國在此戰中的勝利並沒有達到預期的戰略效果。日本政府出面調停兩國間戰爭。很快便認定了泰國歸併已佔領的爭議土地，但和平沒有持續多久，該年9月日本侵略馬來亞，同日也入侵泰國。
泰國在第二次世界大戰後，由于懼怕法國報復和否決她加入聯合國而將所佔領的法屬印度支那土地歸還給法國。

## 海戰後記
御衛吞武里號被泰國海軍打撈起來，送到日本進行大修。然後作為訓練船只一直服役到戰後退役。她的前炮台被拆下運到色功府的海軍學院作為戰爭紀念品保存。一些幸存的泰國海員和大象島附近一些漁民都堅稱御衛吞武里號的砲火曾給予法艦拉蒙皮蓋特號嚴重打擊，並有報告該艦回港後整夜進行大修。後來皇家泰國空軍飛機對法艦隊發起反擊，汕拉·蒙巴瑟上尉（Chamraj Moungpaseart）駕駛Corsair V93S雙翼飛機投下一枚五十公斤炸彈命中法軍旗艦，但炸彈並沒有爆炸，否則會造成很大的人員傷亡。汕拉上尉後來成為泰國空軍中校光榮退役。

## 註腳
1. 1 2  Journoud, Pierre.  8. 2012: 72.